# 송산면 (당진시)
송산면(松山面)은 대한민국 충청남도 당진시의 면이다.

## 행정 구역
- 가곡리(佳谷里)
- 금암리(錦岩里)
- 당산리(堂山里)
- 도문리(道門里)
- 동곡리(東谷里)
- 매곡리(梅谷里)
- 명산리(明山里)
- 무수리(無愁里)
- 부곡리(芙谷里)
- 삼월리(三月里)
- 상거리(上巨里)
- 송석리(松石里)
- 유곡리(柳谷里)

## 주거
- 대상 (금암리)
- 효성해링턴 플레이스 에듀타운 (유곡리) : 2022년 8월 입주예정.